# Duplicaria fictilis
Duplicaria fictilis é uma espécie de gastrópode do gênero Duplicaria, pertencente à família Terebridae.